# Flagge der Deutschen Demokratischen Republik
Die Flagge der Deutschen Demokratischen Republik (DDR) zeigte wie auch die Flaggen der Bundesrepublik Deutschland und der Weimarer Republik die Farben Schwarz-Rot-Gold. Ab 1959 befand sich mittig auf der Farbe Rot das Staatswappen der DDR mit Hammer, Zirkel und Ährenkranz.

## Geschichte

Flagge der DDR 1949–1959

Handelsflagge 1959–1973

Flagge der gesamtdeutschen Olympiamannschaft

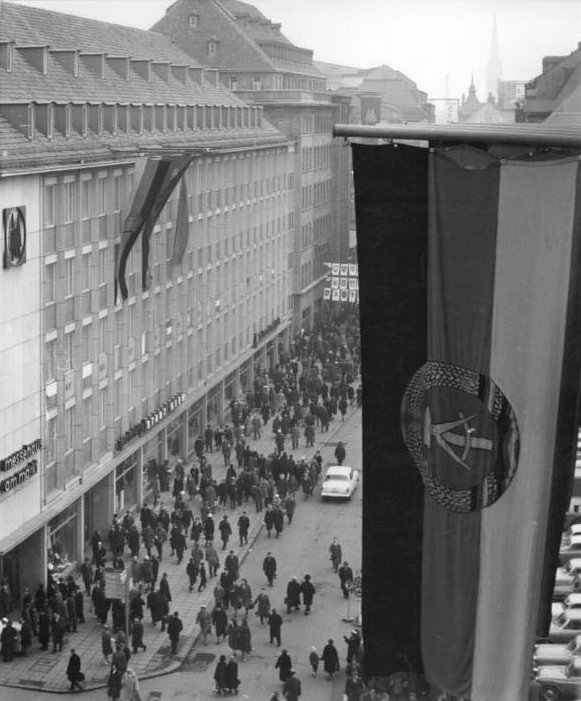
Hängende DDR-Flagge am Messehaus am Markt in Leipzig

Auf der Hundertjahrfeier der Berliner Märztage im März 1948 wurde der zweite Volkskongress nach Berlin einberufen. Er sollte als Deutscher Volksrat zur Neuordnung des gesamten Staates neben der Ausarbeitung einer Verfassung für die Deutsche Demokratische Republik auch eine Nationalflagge für den Staat schaffen. Zur Auswahl standen drei Flaggen, eine rote, eine schwarz-weiß-rote und eine schwarz-rot-goldene. Der Vorschlag, die rote Fahne einzuführen, wurde sehr schnell verworfen. Als ein Zeichen des Kommunismus und der internationalen Arbeiterbewegung wurde diese Flagge auch schon zur Novemberrevolution von 1918 (und danach) vom Bürgertum abgelehnt. Wie in der Bundesrepublik sollte die Entscheidung zugunsten der schwarz-rot-goldenen Flagge der Weimarer Republik fallen. Gegen diese Flagge war aber zunächst die Sowjetunion. Als Symbol der kurzlebigen Weimarer Republik (1918–1933) erinnere sie an Zeiten der Schwäche, an Krisen und Arbeitslosigkeit. So blieb die schwarz-weiß-rote Flagge übrig. Sie geht auf das Nationalkomitee Freies Deutschland zurück. Das am 12. und 13. Juni 1943 unter sowjetischer Führung gegründete Komitee nahm die alte Reichsflagge an. Die Flagge sollte als Zeichen des Kampfes gegen das faschistische NS-Regime unter Adolf Hitler und die Hakenkreuzflagge gewertet werden.
Auf dem Dritten Volkskongress 1949 brachte der 1948 von den sowjetischen Besatzungsmacht eingesetzte Oberbürgermeister von Ostberlin Friedrich Ebert junior erneut den Vorschlag für die schwarz-rot-goldene Flagge ein. Sein Antrag wurde am 30. Mai 1949 gebilligt und – mit dem Tag der Staatsgründung der DDR – am 7. Oktober 1949 in Kraft gesetzt.
Dadurch führten beide deutsche Staaten zeitweise identische Nationalflaggen, bis die DDR nach zehn Jahren ihres Bestehens am 1. Oktober 1959 ihr Staatswappen, „Hammer und Zirkel, umgeben von einem Ährenkranz“, in die Flagge einfügte, um so eine Unterscheidung zu der Flagge der Bundesrepublik zu schaffen. Das Wappen war als Symbol des Bündnisses von Arbeitern, Bauern und Intelligenz gedacht.
Das öffentliche Vorzeigen dieser von der Bundesrepublik offiziell als „Sowjetzonenfahne“ und mitunter auch als „Spalterflagge“ bezeichneten Flagge wurde allerdings bis Ende der 1960er-Jahre in der Bundesrepublik Deutschland und West-Berlin als ein Verstoß gegen die Verfassung und Störung der öffentlichen Ordnung angesehen und grundsätzlich durch polizeiliche Maßnahmen verhindert (Erklärung der Innenminister von Bund und Ländern, Oktober 1959). Auch beim Hissen der Flagge der DDR im Ausland kam es stereotyp zu bundesdeutschen Protesten. Erst am 22. Juli 1969 verfügte die Bundesregierung (Große Koalition), „daß die Polizei nirgendwo mehr gegen die Verwendung von Flagge und Wappen der DDR einschreiten sollte.“
Da die Situation der völkerrechtlichen Anerkennung der DDR infolge der Hallstein-Doktrin kompliziert war, starteten bis 1968 bei sportlichen Wettkämpfen, wie zum Beispiel bei Olympischen Spielen, Mannschaften mit Sportlern aus beiden Teilen Deutschlands. Das Olympische Komitee der DDR weigerte sich, unter der Flagge der Bundesrepublik anzutreten, und das Olympische Komitee der Bundesrepublik Deutschland bestand bis zum letzten Augenblick darauf, keine Veränderungen an der schwarz-rot-goldenen Flagge vorzunehmen. Letztlich gelang doch noch eine Einigung. Man setzte auf den roten Streifen der schwarz-rot-goldenen Flagge die olympischen Ringe in Weiß. Im Zuge der völkerrechtlichen Anerkennung der DDR durch die Vereinten Nationen und der Anerkennung der Souveränität der DDR durch die Bundesrepublik Deutschland nahmen ab 1972 zwei getrennte deutsche Mannschaften mit ihrer jeweiligen Flagge teil.
Mit der Einführung der neuen Staatsflagge 1959 wurde auch eine neue Handelsflagge eingeführt. Vorher führte die DDR die schwarz-rot-goldene Flagge ohne Wappen auch als Handelsflagge. Bei der neuen Handelsflagge befindet sich ein kleineres Staatswappen im oberen Eck. 1973 wurde diese Handelsflagge wieder abgeschafft und durch die Staatsflagge ersetzt, die damit National- und Handelsflagge war.
Nach der politischen Wende 1989 in der DDR erarbeitete die Arbeitsgruppe „Neue Verfassung der DDR“ des Runden Tisches eine neue Verfassung und schlug eine neue Staatsflagge vor. Sie sollte weiterhin schwarz-rot-golden gestreift sein, aber anstelle des Staatswappens die Darstellung des Mottos Schwerter zu Pflugscharen zeigen. Die weiteren politischen Ereignisse mit der in der deutschen Wiedervereinigung endenden Existenz der DDR ließen die Verfassung und damit auch die neue Flagge nicht mehr in Kraft treten.
An öffentlichen Gebäuden, zu offiziellen Veranstaltungen und an staatlichen Feiertagen wurde neben der DDR-Flagge oft auch noch die Rote Fahne der Arbeiterbewegung gehisst. Nur auf dem Brandenburger Tor wehten links und rechts der in der Mitte befindlichen Staatsflagge der DDR bis in die Tage nach der Maueröffnung immer zwei Rote Fahnen.

## Kriegs- und Dienstflaggen
Die Flaggen der militärischen Verbände der DDR trugen das Staatswappen mit einem Kranz aus zwei Olivenzweigen auf rotem Grund in der schwarz-rot-goldenen Flagge.
Die Flaggen der Volksmarine für Kampfschiffe und -boote trugen das Wappen mit Olivenzweigkranz auf rotem, für Hilfsschiffe und -boote auf blauem Flaggentuch mit einem schmalen und mittig angeordneten schwarz-rot-goldenen Band. Als Gösch wurde die Staatsflagge in einer verkleinerten Form genutzt.
Die Schiffe und Boote der Grenzbrigade Küste auf der Ostsee und die Boote der Grenztruppen der DDR auf Elbe und Oder trugen genauso wie die Dienstflagge der Grenztruppen einen grünen Balken am Liek.

Dienstflagge der Nationalen Volksarmee
Dienstflagge für Kampfschiffe und -boote der Volksmarine
Dienstflagge für Hilfsschiffe und -boote der Volksmarine
Dienstflagge der Deutschen Post (1955–1973)
Dienstflagge für Schiffe und Boote der Grenzbrigade Küste
Dienstflagge der Grenztruppen

Eine eigene Dienstflagge hatte ferner der 1. Sekretär/Generalsekretär des ZK und Vorsitzende des Nationalen Verteidigungsrates.

### Standarten

Standarte des Präsidenten 1951–1953
Standarte des Präsidenten 1953–1955
Standarte des Präsidenten 1955–1960
Standarte des Staatsratsvorsitzenden 1960–1990